# Cardiosace perilis
Cardiosace perilis là một loài bướm đêm trong họ Noctuidae.